# Ivan Negrišorac
Ivan Negrišorac (Trstenik, 1956.), pjesnik. Bio je sekretar Matice srpske. Predaje teoriju književnosti na Filozofskom fakultetu u Novom Sadu. Živi u Novom Sadu. 
Započeo je pjesnički život kao jedan od najznačajnijih protagonista  neoavangarde. Svijet viđen kao fragmentarna groteska, prenesen je na papir   ludistički i na grafičkom i na semantičkom planu. Težnja da se eksperimentom ispitaju neistraženi poetski putevi, odvodi Negrišorca do loma jezika koji se nalazi na korak do nemuštog jezika. Ova poezija izgubila je usput i najupornije čitaoce, a i kritičari su počeli da se žale na nedostatak ključeva za glavne brave. U posljednjih desetak godina, Negrišorac čini prelom u svom viđenju svijeta i u poeziji. Kroz postapokaliptičnu religioznost dolazi do "starinskog shvatanja sveta", ispisujući stihove koji sadrže ono najbolje u Negrišorčevoj vertikali pjevanja: elokventnost, širinu poznavanja srpske i svjetske poezije i kulture, ludistički šarm i humor - uvijek deficitarnu kategoriju srpskog pjesništva. U najnovije vrijeme Negrišorac se vratio bazičnom lirskom pjevanju.
Pored poezije, Negrišorac se bavi i književnom teorijom i kritikom. Rijedak je i dragocjen spoj pjesnika i dramskog pisca - lûk koji ide od Jovana Sterije Popovića, preko  Đure Jakšića, Laze Kostića, Momčila Nastasijevića, Miloša Crnjanskog, do Ljubomira Simovića.

## Djela
- Trula jabuka, (pjesme, 1981.)
- Rakljar. Želudac., (pjesme, 1983.)
- Zemljopis, (pjesme, 1986.)
- Toplo, hladno, (pjesme, 1990.)
- Abrakadabra, (pjesme, 1990.)
- Hop, (pjesme, 1993.)
- Vezinci, (pjesme, 1995.)
- Prilozi, (izabrane pjesme, 2002.)
- Anđeli umiru, (roman, 1998.)
- Fredi umire, (drama, 1989.)
- Kuc-kuc, (drama, 1990.)
- Istraga je u toku, zar ne?, (drama, 2000.)
- Ligitimacija za beskućnike, (kritička studija, 1996.)
- Kamena čtenija, (zbirka pjesama, 2013.)

## Nagrade
- nagrada "Goran" Društva književnika Vojvodine,
- nagrada "Đura Jakšić"
- 2013.: nagrada Meša Selimović